# Ponte di Forcola
Il ponte di Forcola, in Val Taleggio, è un ponte di origine medioevale, costruito sul torrente della Valle Asinina, per collegare con una mulattiera San Giovanni Bianco a Sottochiesa. Il ponte è uno dei migliori conservati in Lombardia tra quelli risalenti al periodo tardo-medievale.

## Storia ed eventi
Il ponte venne costruito nel Basso Medioevo, per collegare al tempo l'isolata Val Taleggio a San Giovanni Bianco, passando per l'alpeggio e la contrada di Cantiglio e la frazione della Pianca.  L'odierna mulattiera che transita sulla struttura, rinominata sentiero 130 CAI, collega la contrada di Ca' Corviglio con la rete di escursioni disponibili nei pressi del Monte Cancervo. 

## Caratteristiche tecniche
Il ponte, esclusivamente pedonale, è ad arco, costruito in pietra locale, proveniente dalle cave della Corna Bianca. Attraversa il torrente della Valle Asinina che nasce ai piedi del monte Alben. Il torrente dopo aver attraversato il ponte, prima che sfoci nel torrente Enna assume il nome di torrente Forcola.

## Mulattiere e sentieri
Il ponte è percorso dai seguenti sentieri:
- Sentiero Ponte del Becco - Baita Cancervo (sentiero CAI 130)
- Sentiero dei Laghi (sentiero CAI L04)
- Sentiero Ponte del Becco - Grasso (sentiero CAI 130/B)

## Centri serviti
Il ponte collega la Sottochiesa e Ca' Corviglio con i nuclei di case disabitati della Valle Asinina